# Николоз Гилаури
Николоз Гилаури (груз. ნიკოლოზ გილაური; Тбилиси, 14. фебруар 1975) је премијер Грузије од априла 2009. године до јула 2012. године.
Раније је био на позицији министра финансија и вице-премијера као и министра горива и енергетике.
Од јануара 2010. године, ожењен је манекенком Марином Шамугија (р. 1985).